# Afrobeat

Notenbeispiel: Afrobeat aus Nigeria

Afrobeat ist eine Kombination aus US-amerikanischem Funk und Jazz, gepaart mit westafrikanischem Highlife sowie der Perkussion und den Vokaltraditionen aus der Yoruba-Musik. Erstmals populär wurde er 1968 in Lagos.
Der Nigerianer Fela Kuti ist der bekannteste Künstler des Afrobeats. Er prägte in den 1960er Jahren die Bezeichnung und (gemeinsam mit seinem Schlagzeuger Tony Allen, der später in London lebte) die musikalische Struktur und war für die politische Komponente dieses Stils verantwortlich. Von Paris aus tourte auch Ray Stephen Oche mit seinem Matumbo-Orchester. Seit Ende der 1970er Jahre prägen Felas Söhne Femi Kuti und Seun Kuti die Musikrichtung maßgeblich mit. Femi Kuti (Jahrgang 1962) sammelte ab 1979 erste musikalische Erfahrungen in der Band seines Vaters, „Egypt 80“. 1986 gründete er seine eigene Band  „The Positive Force“, die stilistisch ebenfalls dem Afrobeat zugerechnet werden kann. In seinen Texten erweitert er die beißende Kritik an den politischen und ökonomischen Verhältnissen in Nigeria und Afrika insgesamt um eher positive und lebensbejahende Themen. Seit dem Tod des Vaters sieht sich Femis jüngerer Bruder Seun als Frontman und musikalischer Kopf von „Egypt 80“ auch als deren „leader“ und Speerspitze des politischen Afrobeats.
Internationale Bewegung
Ende der 1990er Jahre begannen verschiedene Bands, den Afrobeat aufzugreifen und weiterzuentwickeln. Mittlerweile gibt es in vielen Ländern und Kontinenten Ensembles, die sich dem Afrobeat verschrieben haben. Zu den bekanntesten zählen das Antibalas Afrobeat Orchestra aus New York, das London Afrobeat Collective, Franck Biyong & Massak aus Kamerun, Segun Damisa & The Afro-beat Crusaders, Newen Afrobeat aus Chile, Eddy Taylor & The Heartphones aus Köln sowie das Albinoid Afrobeat Orchestra aus Straßburg. Auch Künstler aus dem direkten musikalischen Dunstkreis Fela Kutis wie Dele Sosimi sowie die Ex-Africa-’70-Mitglieder Oghene Kologbo (Gitarre) mit Afrobeat Academy sowie Nicholas Addo-Nettey sind heute noch mit eigenen Bands oder Projekten aktiv. In Buenos Aires findet regelmäßig mit dem „Festival de Afrobeat Independiente – FAI“ ein großes Afrobeat-Event statt, bei dem neben regionalen Bands auch bekannte Vertreter des Afrobeat auftreten.